# Helen Colijn

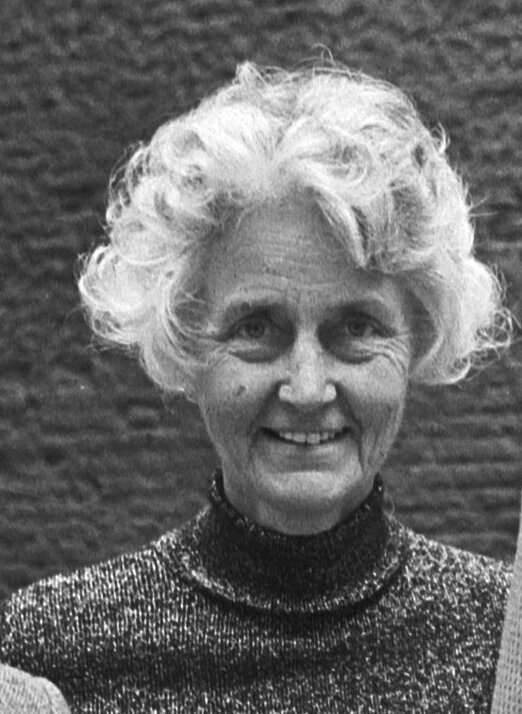
Helen Colijn, 1981

Helena „Helen“ Constantia Colijn (* 21. November 1920 in Beckenham, Vereinigtes Königreich; † 26. April 2006 in Raalte) war eine niederländische Publizistin. Sie war von 1942 bis 1945 in japanischen Lagern auf Sumatra interniert und machte die dort entstandene Musik der Gefangenen weltweit bekannt.

## Kindheit und Jugend
Helen Colijn war die Tochter von Anton Hendrik Colijn (1894–1945), Mitarbeiter der Bataafse Petroleum Maatschappij, und von Aaltje Geertruida van de Poll (1892–1988). Sie wuchs mit ihren zwei jüngeren Schwestern zunächst in England, Kalifornien und Curaçao auf, da die Familie wegen der Arbeit ihres Vaters oft umziehen musste. 1927 ließ sich die Familie in Den Haag nieder. Die Kinder wurden „mit viel Sport, Disziplin, Härte und Ausdauer“ erzogen. 1932 wurde Helens Vater nach Borneo geschickt. Helen Colijns Mutter und ihre jüngste Schwester Alette begleiteten ihn, während sie selbst und ihre Schwester Antoinette für drei Jahre in einer Pflegefamilie in Den Haag blieben, um ihre Ausbildungen am christlichen Gymnasium fortzusetzen. Während einer weiteren Abwesenheit des Vaters in Indien lebte sie in ihrem letzten Schuljahr 1938 bei ihren Großeltern väterlicherseits Hendrikus Colijn und Helena Groenenberg. 1939 machte sie ihren Abschluss.

## Internierung auf Sumatra
Die Sommerferien 1939 verbrachte Helen Colijn mit ihrer Schwester Antoinette bei der Familie auf Java. Wegen des Ausbruchs des Zweiten Weltkrieges blieben sie auf der Insel Tarakan in Niederländisch-Indien (heute Indonesien). Helen Colijn absolvierte in Batavia (heute Jakarta) eine Ausbildung zur Sekretärin und begann im Büro des Generalgouverneurs zu arbeiten. Im Zuge der Japanischen Invasion Südostasiens und der Japanischen Invasion Sumatras im Frühjahr 1942 wurde ihre Mutter gefangen genommen und auf Borneo interniert. Ihr Vater wurde als Geisel genommen, konnte jedoch fliehen. Das Schiff Poelau Bras, das er mit seinen Töchtern Richtung Australien bestieg, wurde von japanischen Bombern angegriffen und sank. Nach sechs Tagen in einem Rettungsboot erreichten sie die Südküste Sumatras, wo sie in japanische Gefangenschaft gerieten. Anton Colijn kam in ein Männerlager, die Schwestern in ein Frauenlager.
Helen Colijn wurde mit ihren Schwestern bis August 1945 in verschiedenen Lagern auf Sumatra interniert, zuerst in zwei verschiedenen Lagern in Palembang, dann in einem Lager in Muntok und schließlich in einem Lager in Belalau. Die Frauen mussten manchmal während der Appelle stundenlang in der Sonne stehen, Gräber für ihre gestorbenen Mitgefangenen ausheben, durften aber Unterricht für ihre Kinder organisieren. Den sich zunehmend verschlechternden Lebensbedingungen nach einer Verlegung in ein anderes Barackenlager Anfang 1943, die verstärkt zu Unterernährung, Krankheiten und Seuchenausbrüchen führten, versuchten die Frauen mit kulturellen Beschäftigungen zu begegnen. Auf Initiative der Britinnen Norah Chambers und Margaret Dryburgh, die aus dem Gedächtnis Melodien unter anderem von Chopin, Bach und Beethoven aufschrieben und für vier Stimmen arrangierten, fanden heimliche Proben mit einem dreißigköpfigen A-cappella-Chor der Gefangenen statt, zu dem auch Helen Colijn und ihre Schwestern Antoinette und Alette gehörten. Zum ersten Mal traten sie als „Voice Orchestra“ am 27. Dezember 1943 auf, geduldet von den Lagerwärtern. Es folgten mehrere Konzerte, bis Anfang 1945 so viele Chormitglieder erkrankt oder verstorben waren, dass keine Konzerte mehr gegeben werden konnten. Nach der Befreiung gelangte Helen Colijn im September 1945 mit ihren Schwestern nach Singapur, wo sie ihre Mutter wiedertrafen. Ihr Vater war im März 1945 im Männerlager gestorben.

## Werdegang nach dem Krieg
Helen Colijn kehrte mit der Familie in die Niederlande zurück und wanderte sechs Monate später mit ihr in die USA aus. Dort heiratete sie im August 1947 den Angestellten der Niederländischen Handelsgesellschaft NHM (Nederlandsche Handel-Maatschappij) Louis Eugène Marie van Rijckevorsel (1910–1984) und zog mit ihm nach New York. 1950 kam Tochter Madelyn zur Welt. 1954 trennte Helen Colijn sich von ihrem Mann und zog mit ihrem Kind in die Nähe ihrer Mutter nach Kalifornien. 1955 wurde die Ehe geschieden.
Helen Colijn arbeitete als Übersetzerin, gab Privatunterricht in Französisch und Deutsch und schrieb Artikel zu kulturellen Themen. Von 1963 bis 1971 organisierte sie Sommerreisen durch Europa für amerikanische Teenager und in den 1980er Jahren Fahrradtouren durch die Niederlande für Erwachsene. Sie war eine begeisterte Bergsteigerin und war 1973 in den österreichischen Alpen. Von 1973 bis zu ihrer Pensionierung im Jahr 1985 hatte sie eine Festanstellung in der Redaktion der Monatszeitschrift Sunset Magazine. Daneben veröffentlichte sie 1980 ihr erstes Buch Of Dutch Ways, 1992 folgte der Reiseführer The Backroads of Holland. Ab 1980 initiierte sie mehrere Projekte, um sowohl die in den japanischen Lagern entstandene Musik bekannt zu machen als auch die Geschichte der japanischen Internierungslager lebendig zu halten. Bis Anfang der 2000er Jahre hielt sie dazu zahlreiche Vorträge und Interviews für Radio, Fernsehen und Zeitschriften in Europa und den USA und besuchte Choraufführungen an High Schools, um die Geschichte der Musik an die jüngeren Generationen weiterzugeben. Aus gesundheitlichen Gründen zog sie 2001 von den USA nach Heino in den Niederlanden und verbrachte ihre letzten Jahre in der Nähe ihrer Tochter und ihrer beiden Enkel. Helen Colijn starb 2006 in Raalte. Nach einer Gedenkfeier in Oegstgeest wurde ihrem Wunsch entsprechend ihre Asche in den österreichischen Alpen verstreut.

## Bücher, Filme und Musik des „Voice Orchestras“
Wegen der Notizbücher ihrer Schwester Antoinette mit Noten aus dem Lager nahm Helen Colijn 1980 Kontakt mit der kalifornischen Stanford Music Library auf. Sie fand einen örtlichen Frauenchor, der die Musik aufführte und aufnahm. Bei den folgenden Konzerten gab sie Einführungen zu den Entstehungsumständen der Musik. Sie ließ auch die Noten veröffentlichen. Zudem gab später ein japanischer Frauenchor 2002 in Sakura und 2004 in Yokohama Konzerte nach den Originalnoten. Die Musik wird jährlich bei Gedenkfeiern am 4. Mai und 15. August aufgeführt.
Filme:

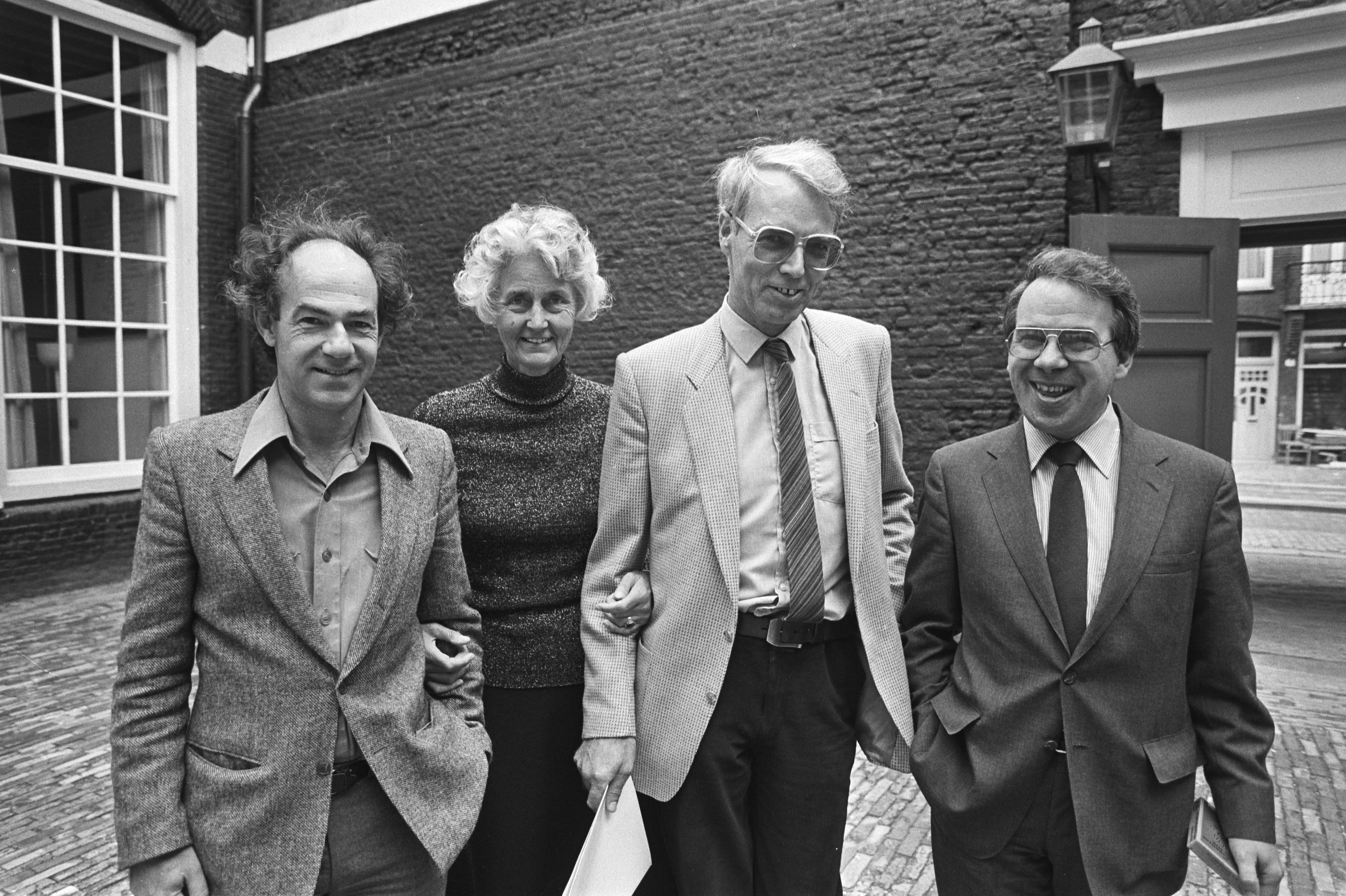
Helen Colijn mit George Sluizer (Regisseur), Henk Suèr (Leiter Informationsprogramme NOS), Nico Crama (Drehbuchautor), 1981

- Im April 1982 wurde ein niederländisch-amerikanischer Film im niederländischen und amerikanischen Fernsehen mit Helen Colijn als Hauptdarstellerin ausgestrahlt.
- 1982 initiierte Helen Colijn den Dokumentarfilm Song of Survival über die Lager und die Musik, an dem sie drei Jahre lang mit zwei amerikanischen Filmemachern arbeitete. Zu diesem Zweck organisierte sie auch ein „Wiedervereinigungskonzert“ für die ursprünglichen Chormitglieder und ein Treffen der niederländischen Lagerkinder. Der Film wurde 1985 in den Niederlanden ausgestrahlt und auch in den USA veröffentlicht.
- Der größtenteils auf Helen Colijns Lebensgeschichte basierende Spielfilm Paradise Road erschien 1997. Ein Haarlemer Frauenchor führte die Kompositionen des Vokalchors für den Soundtrack des Films erneut auf.[1][5]

Helen Colijn verfasste über ihre Erlebnisse im Lager und die Bedeutung des Chors das autobiografische Buch De Kracht van een Lied, das 1989 in den Niederlanden erschien und auf Englisch als Song of Survival 1995. Es wurde auch ins Deutsche übersetzt und 2001 ins Japanische.

## Veröffentlichungen (Auswahl)
- De Kracht van een Lied. Niederlande 1989
  - als Song of Survival. White Cloud Press 1995, ISBN 978-1-883991-10-4
  - als Paradise road : Mut bleibt für immer. Rowohlt, Reinbek bei Hamburg 1997, ISBN 978-3-499-22146-0
- The Backroads of Holland: Scenic Excursions by Bicycle, Car, Train, or Boat. Voyageur Press 1992, ISBN 978-0-933201-48-4
- Of Dutch Ways. Dillon Press 1980, ISBN 978-0-87518-198-1